# Lysimachia dubia
Lysimachia dubia är en viveväxtart som beskrevs av Solander. Lysimachia dubia ingår i släktet lysingar, och familjen viveväxter. Inga underarter finns listade i Catalogue of Life.